# Vasile Botnari
Vasile Botnari (n. 22 iulie 1975) este un economist și om politic din Republica Moldova, care din mai 2018 până iunie 2019 a fost director al Serviciului de Informație și Securitate al Republicii Moldova. Din 20 ianuarie 2016 până la 15 februarie 2017 a fost Ministrul Tehnologiei Informației și Comunicațiilor al Republicii Moldova. Anterior a fost Ministru al Transporturilor și Infrastructurii Drumurilor al Republicii Moldova din 31 mai 2013 până la 30 iulie 2015, după ce l-a înlocuit pe Anatol Șalaru (2009 - 2013) și fiind înlocuit de Iurie Chirinciuc.
A fost Ministru al Transporturilor în două mandate: din 31 mai 2013 până la 18 februarie 2015 în Guvernul Leancă și de la 18 februarie 2015 până în prezent în Guvernul Gaburici (demisionar).
Este căsătorit și are doi copii. Pe lângă română, mai vorbește limbile rusă și engleză.